# 郭斐蔚

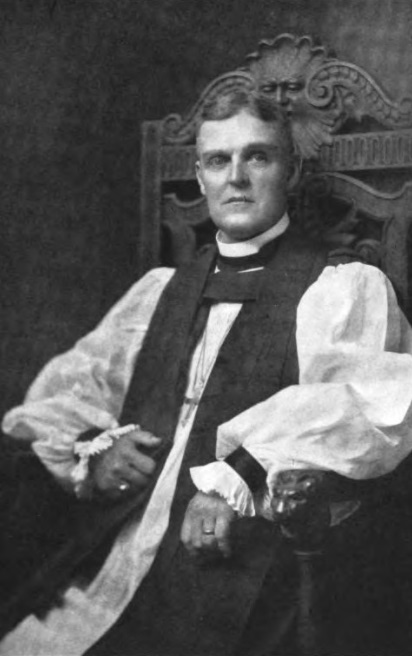
郭斐蔚于1893年

郭斐蔚（Frederick Rogers Graves，1858年—1940年）是美国圣公会传教士。上海第五任主教（1893-1937）。
1881年受美国圣公会差遣前往中国传教，驻湖北。郭斐蔚参与创建了中华圣公会，1915年至1926年担任主教院主席。继任者为罗培德。
郭斐蔚曾参与祝圣多位主教，包括：
- 韩仁敦（Daniel Trumbull Huntington），首任安庆主教
- 罗培德（William Payne Roberts），第六任上海主教
- 殷德生（James Addison Ingle），首任汉口主教
- Sidney Catlin Partridge，首任京都主教